# Palatul Dolfin Manin

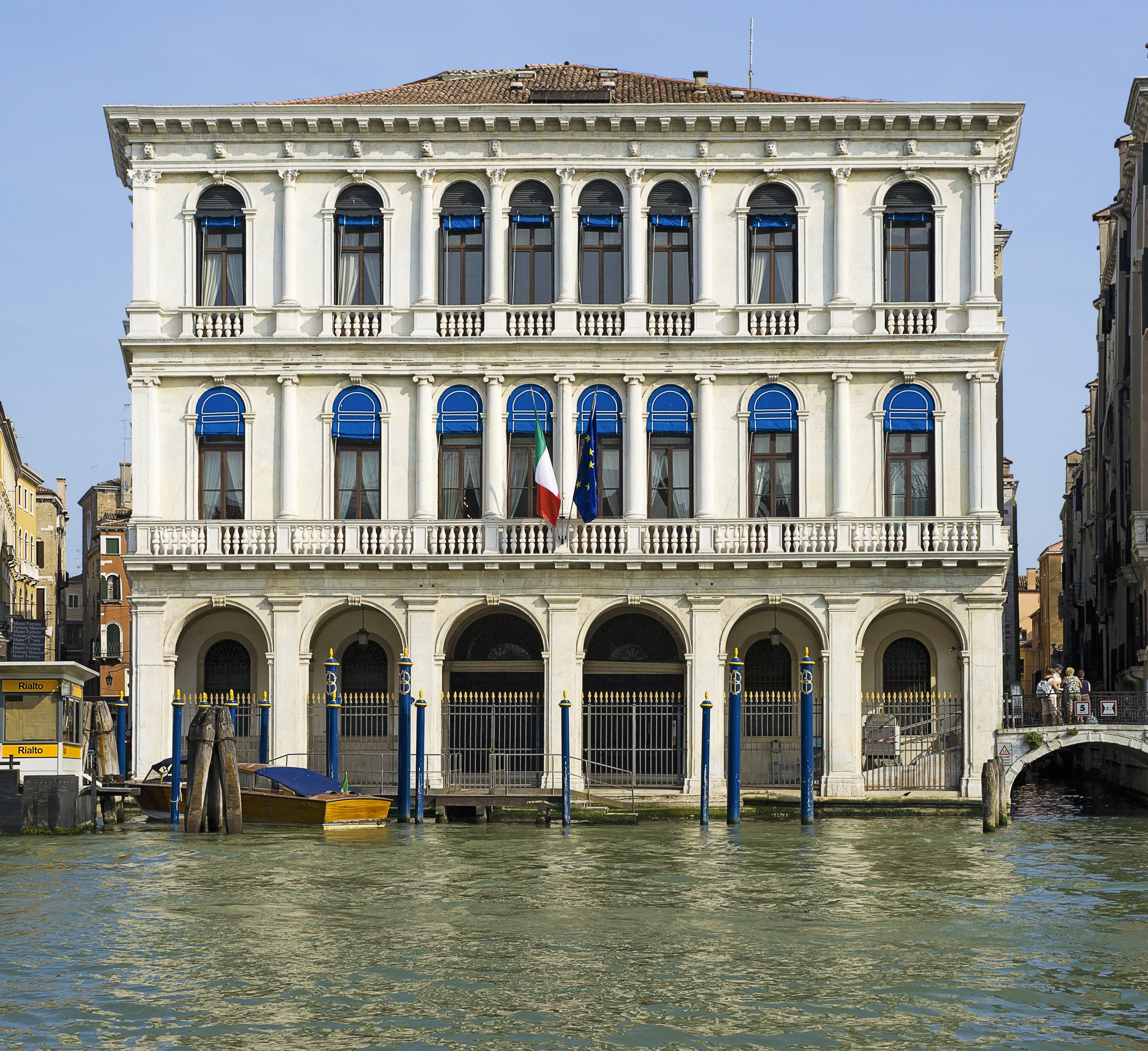
Palazzo Dolfin Manin

Palatul Dolfin Manin este un palat din Veneția, situat în sestiere San Marco, cu vedere la partea stângă a Canal Grande, nu departe de Podul Rialto și lângă Palatul Bembo. Astăzi găzduiește filiala Veneția a Banca d'Italia.

## Istoric
Palatul a fost construit de familia nobilă Dolfin începând din 1536, din dorința de a-și reînnoi reședința venețiană anterioară formată din două clădiri medievale separate. Construcția a costat aproximativ 30.000 de ducați, o sumă importantă la momentul respectiv pentru o clădire proiectată în stil renascentist și, prin urmare, trebuia să confere o impresie de măreție și modernitate absolută. Proiectul a fost realizat de Jacopo Sansovino.
Începând din 1801 Palatul Dolfin Manin a devenit reședința familiei Manin, aparținându-i fostului doge Ludovico Manin (1725-1802) (ultimul doge al Veneției în perioada 1789-1797). Originar din Friuli, el era posesorul unor rente fabuloase după ce a semnat la 12 mai 1797, în urma ultimatumului lui Napoleon, Tratatul de la Campoformio care a pus capăt existenței Republicii Venețiene și a consfințit predarea orașului în mâinile Armatei Franceze. Ludovico Manin și-a petrecut aici în izolare ultimii săi ani, disprețuit de popor care nu a aprobat acest gest.
În perioada cât a locuit acolo fostul doge a fost efectuat un program de renovare, realizarea lucrărilor fiind încredințată lui Giannantonio Selva. A fost eliminată curtea interioară, magazinele care se aflau în pridvor și înlocuită scara de intrare cu o alta, mai somptuosă, în stil neoclasic. Selva a plănuit să refacă și fațada, dar presiunea opiniei publice din acea vreme de a nu se distruge elegantul aspect sansovinian l-a făcut să abandoneze ideea.
Palatul a fost proprietatea familiei Manin până în 1867, când a fost achiziționat de Banca Nazionale del Regno: succesoarea acesteia din urmă, Banca d'Italia, își are încă sediul aici. Au fost efectuate unele lucrări de restaurare între 1968 și 1971 și apoi în 2002.

## Descriere

### Exterior
Fațada a fost realizată în 1538-1547 de arhitectul Jacopo Sansovino, care a proiectat, de asemenea, Palatul Corner de pe Canal Grande. Ea este realizată din piatră de Istria albă și are arcade rotunde largi.
Porticul de la parter este format din șase deschideri arcuite susținute de șapte pilaștri corespunzători cu cele șapte semicoloane ionice și corintice de la etajele superioare. Acestea din urmă au același număr de ferestre pe laturi, în timp ce în centru sunt două ferestre cuadrifore. Aspectul clădirii apare astfel riguros. Deasupra, fațada este închisă de o cornișă mare dantelată.

### Interior
Interiorul conține lucrări de o mare valoare artistică de Giambattista Tiepolo, realizate în perioada 1725-1730 sau în anii 1740, pentru a sărbători căsătoria lui Ludovico Manin cu Elisabetta Grimani (1748). Palatul este completat de o curte interioară, modificată de mai multe ori în timp, din care o scară mare duce la etajele superioare.

## Imagini

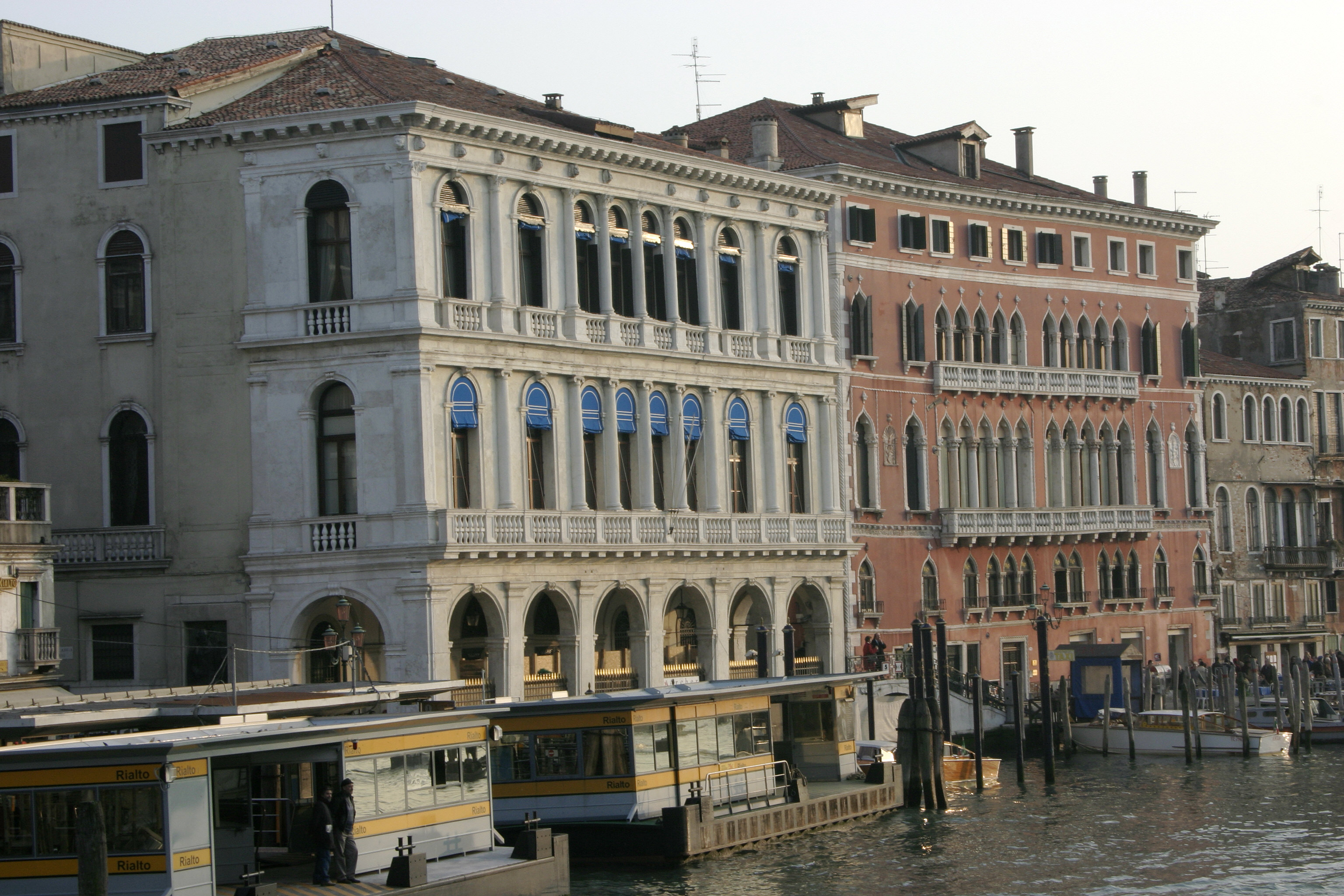
Palatul Dolfin şi Palatul Bembo
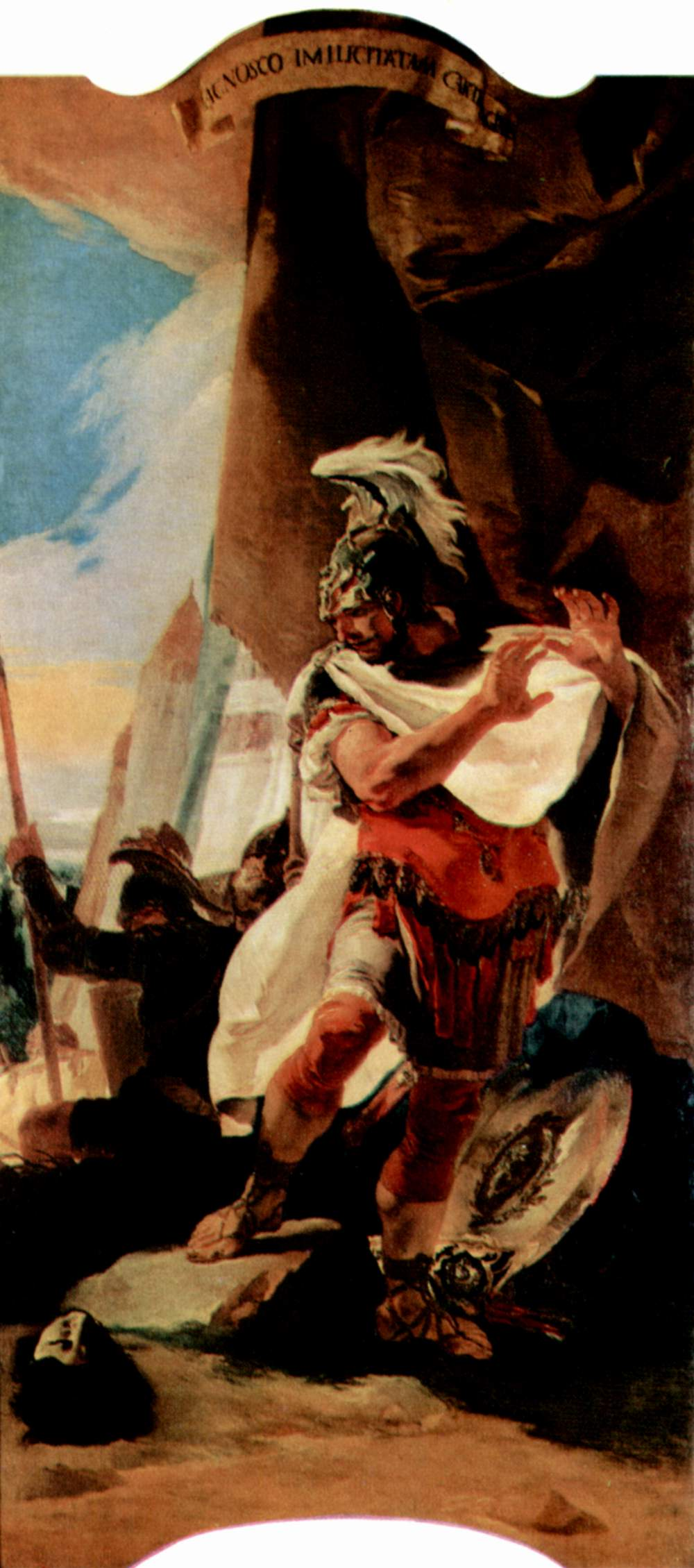
Interior, frescă realizată de Tiepolo
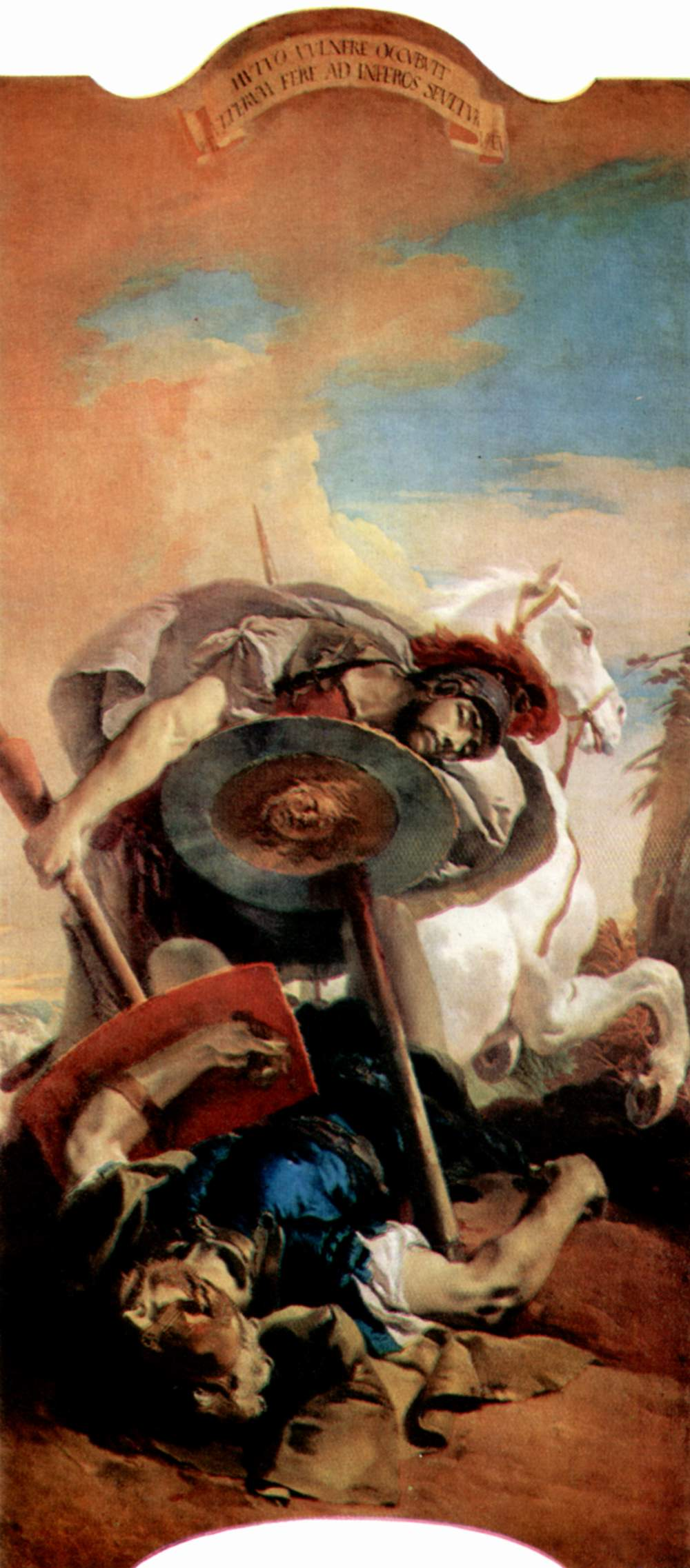
Interior, frescă realizată de Tiepolo